# Ronald Huth
Ronald Renato Huth Candia (Asunción, 30 agosto 1989) è un ex calciatore paraguaiano, di ruolo difensore.

## Carriera

### Club
Cresciuto nel Tacuary, nel 2007 venne scovato dagli scout del Liverpool e aggregato alla squadra riserve.
Nel luglio 2009 è stato acquistato dal Vicenza, con cui debutta il 20 febbraio 2010.

### Nazionale
Come parte della nazionale paraguaiana Under-20 ha partecipato al campionato sudamericano 2009.